# Institut français de Palerme

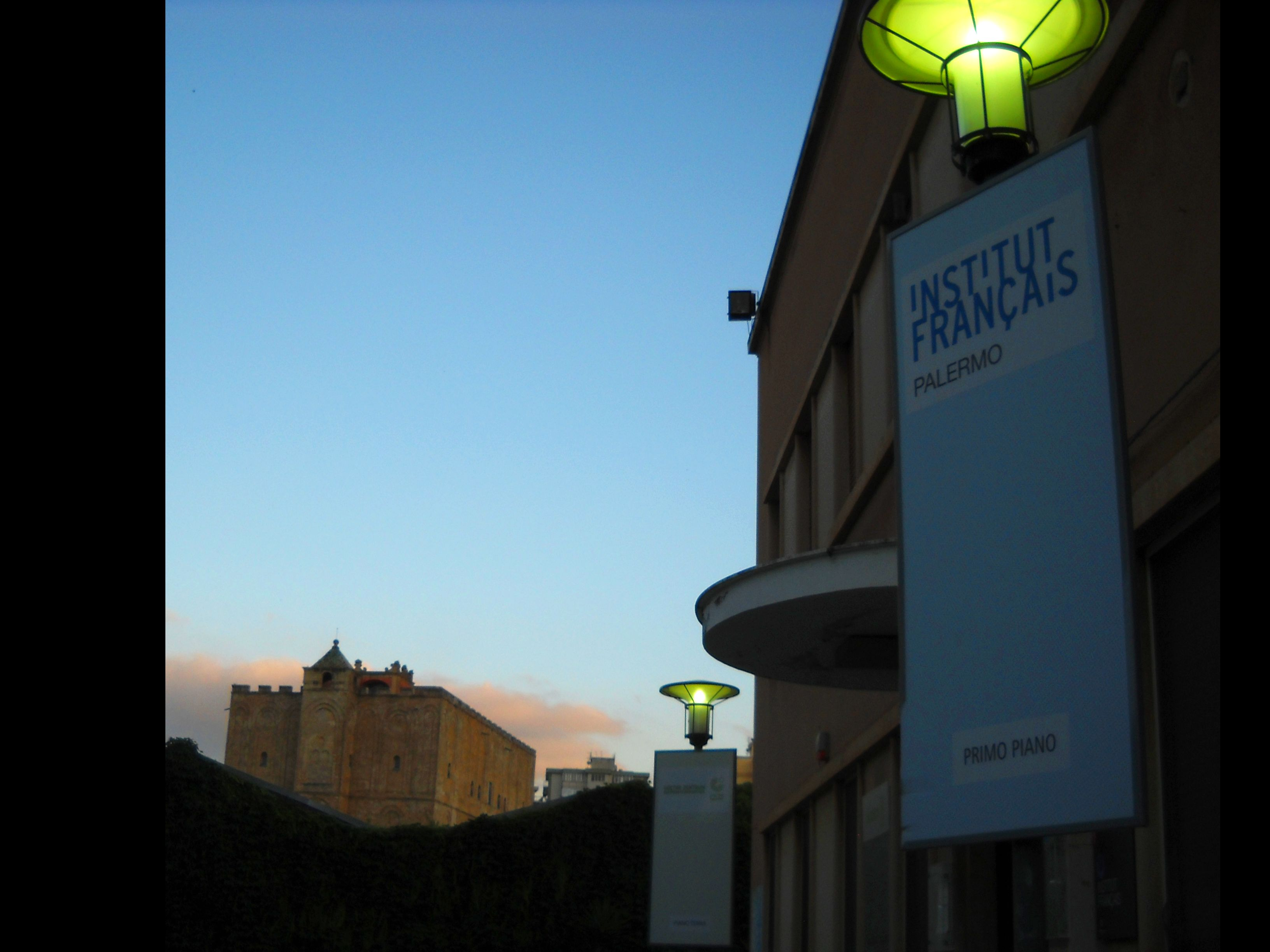
Cantieri Culturali della Zisa di Palermo Institut français de Palerme, l'ingresso. Sullo sfondo la Zisa

L'Institut français di Palermo fa parte dell'Institut français, il cui nome ufficiale è Institut français Italia (Istituto francese d'Italia), organismo che rappresenta ed organizza la rete culturale della diplomazia francese in Italia le cui sedi sono a: Firenze, Milano, Napoli e Palermo. La missione dell'Institut français Italia è quella di gestire le relazioni bilaterali tra la Francia e l'Italia negli ambiti della cultura, della cooperazione universitaria e linguistica. È una mission alla quale la diplomazia francese assegna una importanza particolare nel contesto contemporaneo della crescente globalizzazione.
Nacque come Bibliothèque française de Palerme nel 1953, in via Libertà; tre anni più tardi, divenne Centre culturel français, poi, nel 1988 Centre culturel français de Palerme et de Sicile, ed infine nel 2012 Institut français de Palerme.
Le manifestazioni organizzate nel corso dei primi anni, sia mondane che culturali, sollevarono un grande interesse in una pluralità di ambienti. Nel 1957 furono attivati i primi corsi di lingua francese, indipendenti rispetto all'Alliance Française (creata nel 1947, disciolta nel 1959).
Installato dal febbraio 2002 all'interno dei Cantieri Culturali alla Zisa, l'Institut costituisce con l'Institut Goethe il polo internationale dei Cantieri. Organizza una poliedricità di iniziative tra cui spiccano la Rassegna cinematografica serale del martedì  vero e proprio cineforum di opere cinematografiche francesi di qualità, presso il cinema Vittorio De Seta (sempre ai Cantieri culturali della Zisa) e la manifestazione estiva Appuntamenti in terrazza e Francia in scena di musica, cinema, danza, letteratura.

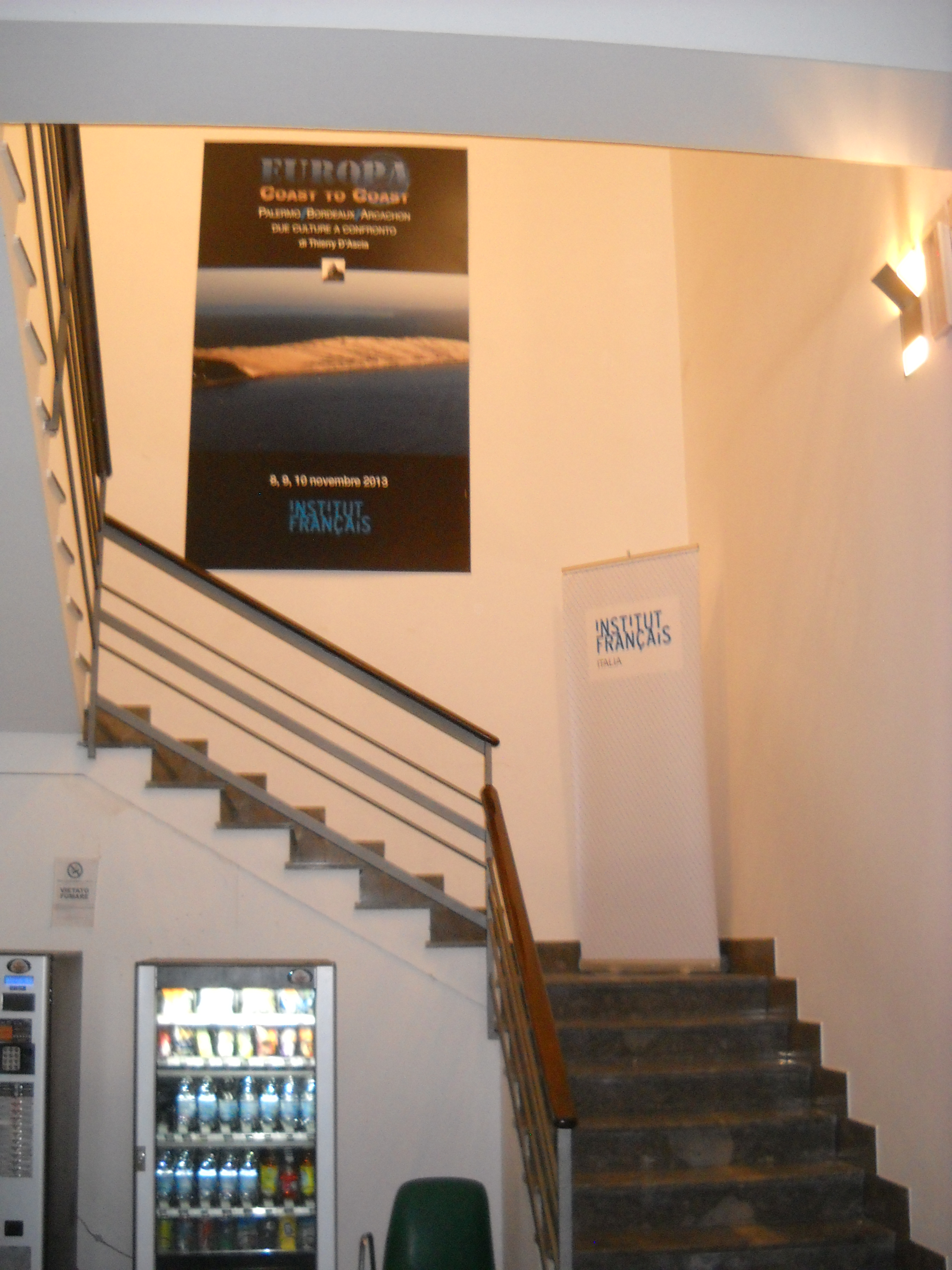
Cantieri Culturali della Zisa di Palermo, Institut français de Palerme: scalone d'ingresso al primo piano.
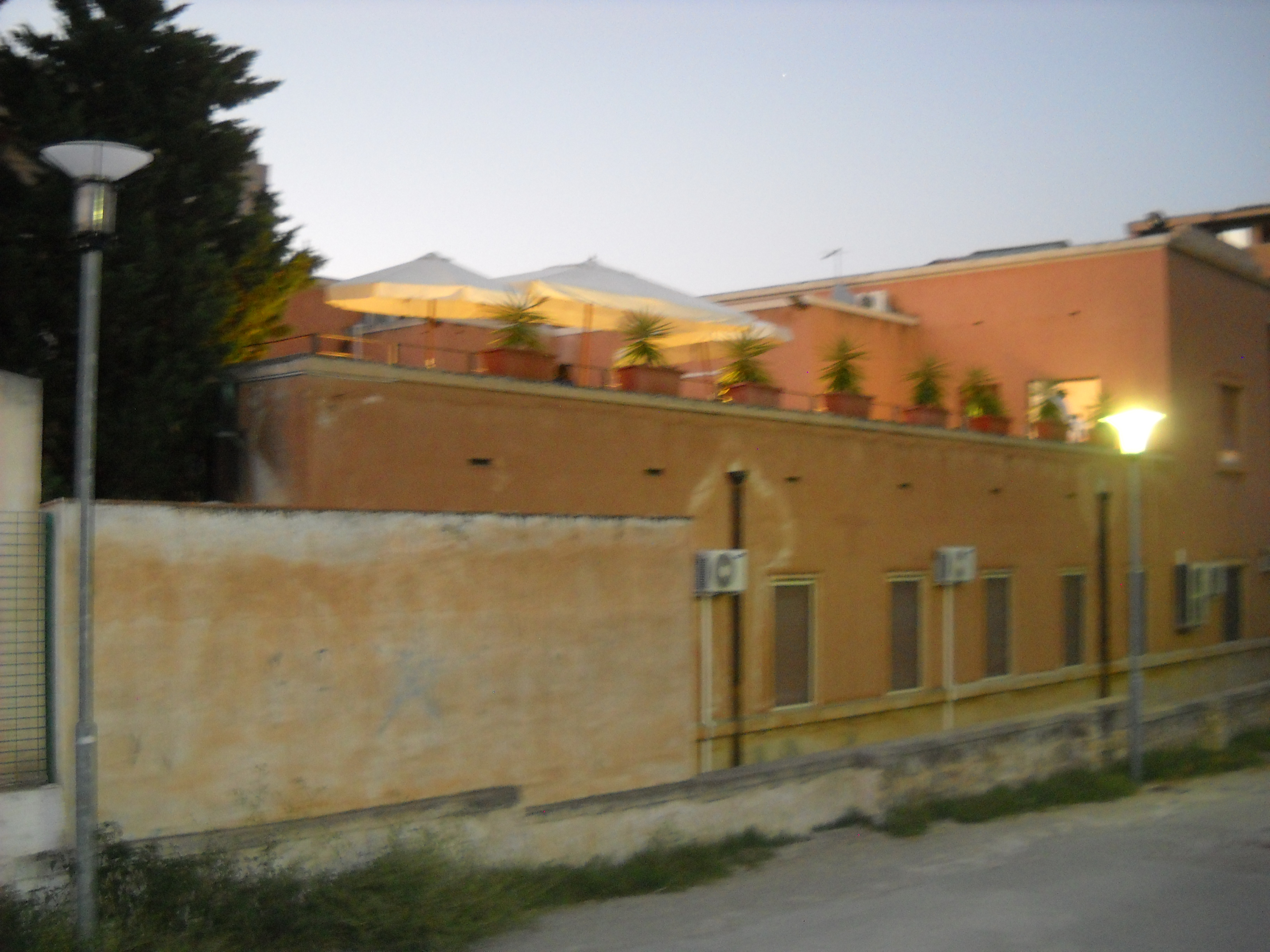
Cantieri Culturali della Zisa di Palermo, Institut français de Palerme: terrazza vista dal parcheggio auto.
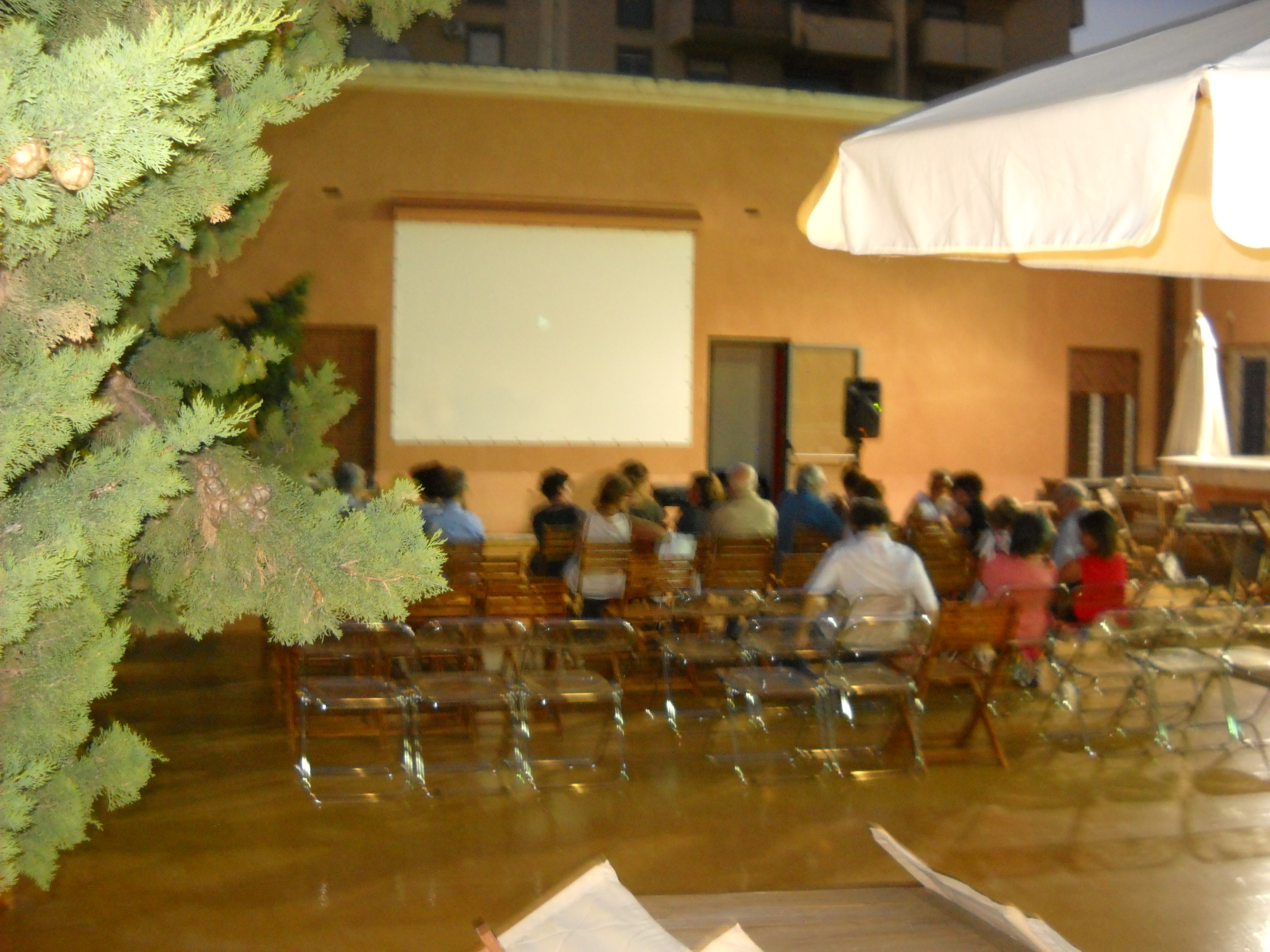
Cantieri Culturali della Zisa di Palermo, Institut français de Palerme: Proiezione cinematografica nell'ambito di Appuntamenti in terrazza.
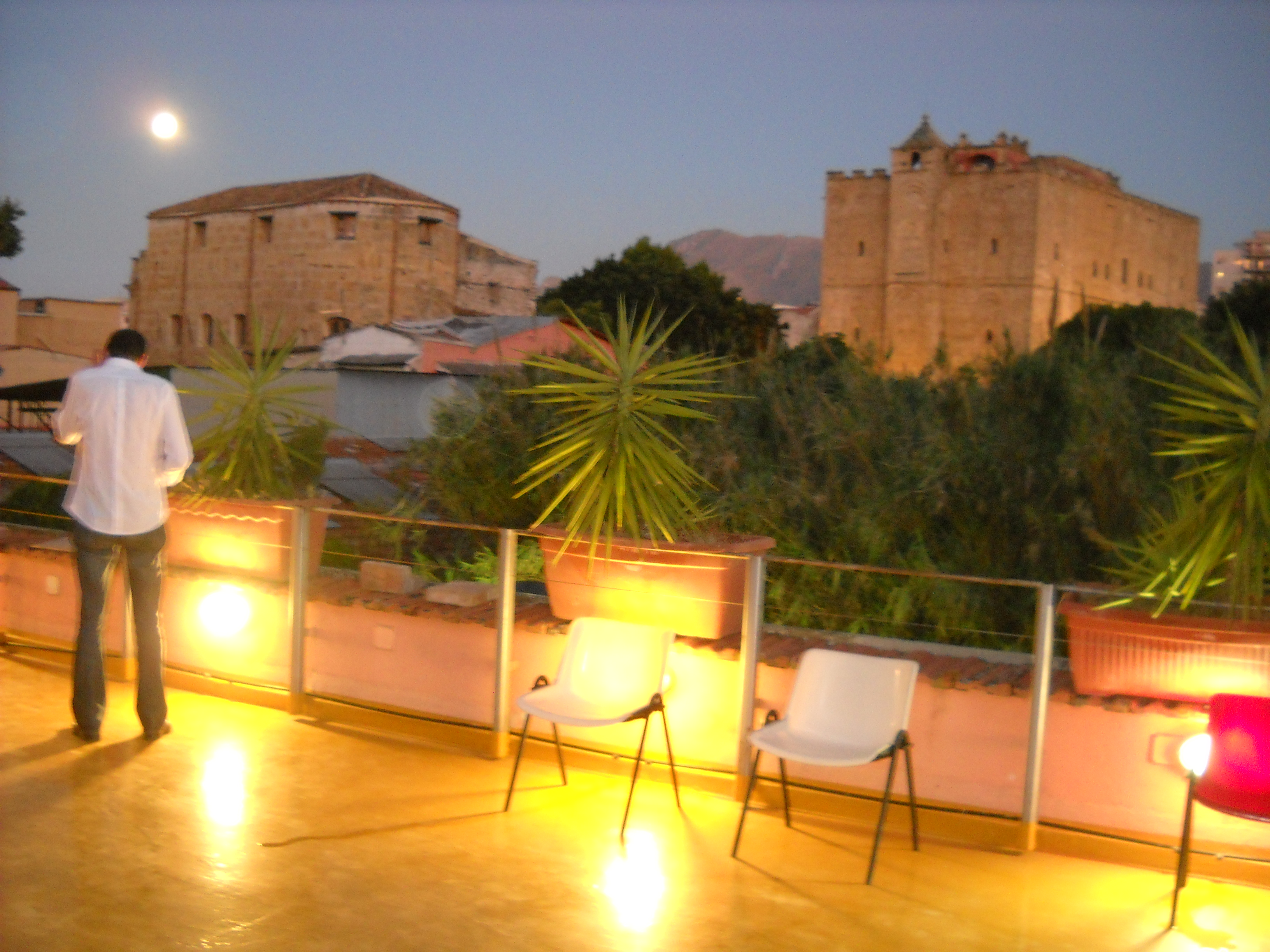
Cantieri Culturali della Zisa di Palermo, Institut français de Palerme: la terrazza del primo piano. Sullo sfondo, La Zisa